# 羅伯特·卡列斯基
羅伯特·盧西安·史坦尼斯勞斯·卡列斯基（英語：Robert Lucian Stanislaus Kaleski，1877年—1961年）是一位自學成才的作家、叢林居民、環保主義者和犬類權威，生活在十九世紀末的新南威爾士州。雖然他也許最為人知的是在培育和編寫澳洲牧牛犬的第一個品種標準的過程中所扮演的角色，但他也開發了澳洲柯利的第一個品種標準，為當時的報紙撰寫了許多實用主題的文章，並在《The Bookfellow》和《The Bulletin》等雜誌上發表了小說作品。此外，卡列斯基還為農具設計了改進的專利，並在乾旱時期開發並應用了成功的土壤管理理論。
作為一名單身漢，他大部分時間都在摩爾班克的農場度過，現在那裡有一條以他名字命名的街道。他在84歲時去世。

## 早年生活
羅伯特·卡列斯基是波蘭礦業工程師約翰·卡列斯基和其英國妻子伊莎貝爾（娘家姓法爾德）的兒子。波蘭的政治壓力導致約翰·卡列斯基搬遷到德國，並在那裡他於波恩大學和海德堡大學擔任學術職位，後來移居澳大利亞，重建了他的礦業工程師和化驗師的職業生涯。 羅伯特·卡列斯基於1877年1月19日出生於悉尼的柏伍德。由於童年健康不佳，他經常與居住在霍爾斯沃西的親戚一起度過，在那裡他很少上學，但學到了許多有關當地叢林的知識。
在他十幾歲時，住在悉尼並有機會接觸到一個良好的圖書館，他自學並開始學習法律職業，但在21歲時放棄學業，轉而從事放牧工作。他在叢林中做過一系列工作，包括在格倫費爾的一個農場工作和在多里戈高原伐木，直到1904年在霍爾斯沃西選擇了一小塊選地。

## 犬類專家

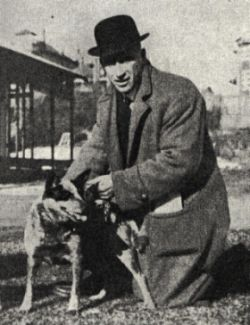
卡列斯基與一隻牧牛犬

卡列斯基在六歲時成為一名狗主，終生都是狗和澳洲野犬的研究者，並且是澳大利亞工作犬的擁護者。他是狗展愛好者中的一員，培育出了卡列斯基所描述的源自托馬斯·霍爾在上亨特谷的達特布魯克牧場的牧牛犬，後來卡列斯基稱這些狗為霍爾牧牛犬。
1903年，他編寫了第一個牧牛犬的品種標準，並於1904年編寫了澳洲柯利和他稱之為巴布的另一種牧羊犬的第一個品種標準，這個品種現在被認為與柯利同義。後來的牧牛犬標準，基於卡列斯基的標準，廣泛流傳，直到1963年採用了澳大利亞國家犬舍理事會標準。     
卡列斯基創立了「澳大利亞牧牛犬和牧羊犬俱樂部」。作為一名專注的育種者，他也讓他的狗與牲畜一起工作，並在狗展中展示和評判狗隻。他的狗Nugget（1908-1912）開創了一個著名的澳大利亞牧牛犬血統，包括冠軍犬Clovelly Mavis和Clovelly Biddy。

## 作家
以多種筆名，包括他母親的娘家姓「法爾德」，卡列斯基為《悉尼郵報》、《悉尼晨鋒報》和《工人報》撰寫了許多有關叢林生活的文章，並為《The Bulletin》撰寫了短篇小說。他的狗和其他動物文章也出現在阿爾弗雷德·史蒂芬斯的文學雜誌《The Bookfellow》。 他與新南威爾士皇家農業協會、新南威爾士州林業委員會和新南威爾士州農業部合作，發表了有關工作犬和定居者生活以及澳大利亞叢林的文章。
他所寫的《The Australian settler's complete guide : scientific and practical》於1909年出版。該書針對英國移民，旨在「為土地上的人和有意在新南威爾士州定居的人撰寫」，並包含有關各類型農業和所需設備的詳細信息。在書中，卡列斯基為建造小屋等基本任務提供了實用指導。
在1914年，卡列斯基出版了《Australian Barkers and Biters》——一本更傾向於娛樂而非諮詢性的小冊子，插圖由休·麥克萊恩繪製。1926年的第二版包含了來自《The Bookfellow》的文章。該版本從未公開發行，但在1933年進行了修訂並發行了一個新版本。1933年的版本中以照片取代了麥克萊恩的插圖。
卡列斯基在女爵瑪麗·吉爾摩1922年出版的散文詩集《Hound of the Road》中被提及：「但是誰寫了我們的狗？卡列斯基？卡列斯基寫的是狗，不是那隻狗。」

## 叢林居民
卡列斯基被描述為一名「真正的叢林居民和環保主義者」。 他對農業非常感興趣，發明並專利了多種新型或改進的農具和實用工具。他經歷了在1901年末和1902年達到高峰的毀滅性聯邦乾旱，並設計了一個水土管理方案來抵消乾旱的影響。1918年，他在利物浦附近的摩爾班克購買了一個破敗的農場。他應用自己的土地管理理論恢復了這個300英畝（120公頃）的「索恩山」，並繼續在那裡生活直到去世，並繼續進行植物育種和其他農業發展的實驗。
卡列斯基是新南威爾士州林奈學會的會員。